# 게센누마선
게센누마선(일본어: 気仙沼線)은 일본 미야기현 이시노마키시의 마에야치역부터 게센누마시의 게센누마역까지를 잇는, 동일본 여객철도의 지방 교통선(철도 노선)이다.
산리쿠 종관선을 구성하는 노선의 하나였지만, 2011년 3월에 발생했던 동일본 대지진으로 인해 연안부를 주행하는 야나이즈역 - 게센누마 역 간은 불통이 되고, 대체 운행으로 BRT가 운행되고 있다.

## 역 목록
- 전 노선 미야기현에 소재.

| 노선명            | 역 이름        | 일본어 이름 | 역간 거리 (km) | 영업 거리 (km) | 접속 노선                                       | 소재지       | 소재지         |
| ----------------- | -------------- | ----------- | -------------- | -------------- | ----------------------------------------------- | ------------ | -------------- |
| 이 시 노 마 키 선 | 고고타         | 小牛田      | -              | 12.8           | 동일본 여객철도 도호쿠 본선 · 리쿠우토 선       | 도다군       | 미사토정       |
| 이 시 노 마 키 선 | 가미와쿠야     | 上涌谷      | 3.5            | 9.3            |                                                 | 도다군       | 와쿠야정       |
| 이 시 노 마 키 선 | 와쿠야         | 涌谷        | 2.7            | 6.6            |                                                 | 도다군       | 와쿠야정       |
| 이 시 노 마 키 선 | 마에야치       | 前谷地      | 6.6            | 0.0            | 동일본 여객철도 이시노마키 선 (이시노마키 방면) | 이시노마키시 | 이시노마키시   |
| 게 센 누 마 선    | 와부치         | 和渕        | 3.2            | 3.2            |                                                 | 이시노마키시 | 이시노마키시   |
| 게 센 누 마 선    | 노노다케       | のの岳      | 3.0            | 6.2            |                                                 | 도다 군      | 와쿠야 정      |
| 게 센 누 마 선    | 리쿠젠토요사토 | 陸前豊里    | 4.1            | 10.3           |                                                 | 도메시       | 도메시         |
| 게 센 누 마 선    | 미타케도       | 御岳堂      | 3.3            | 13.6           |                                                 | 도메시       | 도메시         |
| 게 센 누 마 선    | 야나이즈       | 柳津        | 3.9            | 17.5           |                                                 | 도메시       | 도메시         |
| 게 센 누 마 선    | 리쿠젠요코야마 | 陸前横山    | 4.8            | 22.3           |                                                 | 도메시       | 도메시         |
| 게 센 누 마 선    | 리쿠젠토구라   | 陸前戸倉    | 7.2            | 29.5           |                                                 | 모토요시군   | 미나미산리쿠정 |
| 게 센 누 마 선    | 시즈가와       | 志津川      | 4.2            | 33.7           |                                                 | 모토요시군   | 미나미산리쿠정 |
| 게 센 누 마 선    | 시즈하마       | 清水浜      | 4.5            | 38.2           |                                                 | 모토요시군   | 미나미산리쿠정 |
| 게 센 누 마 선    | 우타쓰         | 歌津        | 4.1            | 42.3           |                                                 | 모토요시군   | 미나미산리쿠정 |
| 게 센 누 마 선    | 리쿠젠미나토   | 陸前港      | 2.6            | 44.9           |                                                 | 모토요시군   | 미나미산리쿠정 |
| 게 센 누 마 선    | 구라우치       | 蔵内        | 1.8            | 46.7           |                                                 | 게센누마시   | 게센누마시     |
| 게 센 누 마 선    | 리쿠젠코이즈미 | 陸前小泉    | 2.0            | 48.7           |                                                 | 게센누마시   | 게센누마시     |
| 게 센 누 마 선    | 모토요시       | 本吉        | 2.8            | 51.5           |                                                 | 게센누마시   | 게센누마시     |
| 게 센 누 마 선    | 고가네자와     | 小金沢      | 3.1            | 54.6           |                                                 | 게센누마시   | 게센누마시     |
| 게 센 누 마 선    | 오야카이간     | 大谷海岸    | 3.7            | 58.3           |                                                 | 게센누마시   | 게센누마시     |
| 게 센 누 마 선    | 리쿠젠하시카미 | 陸前階上    | 3.3            | 61.6           |                                                 | 게센누마시   | 게센누마시     |
| 게 센 누 마 선    | 사이치         | 最知        | 1.7            | 63.3           |                                                 | 게센누마시   | 게센누마시     |
| 게 센 누 마 선    | 마쓰이와       | 松岩        | 2.3            | 65.6           |                                                 | 게센누마시   | 게센누마시     |
| 게 센 누 마 선    | 미나미케센누마 | 南気仙沼    | 2.7            | 68.3           |                                                 | 게센누마시   | 게센누마시     |
| 게 센 누 마 선    | 후도노사와     | 不動の沢    | 1.3            | 69.6           |                                                 | 게센누마시   | 게센누마시     |
| 게 센 누 마 선    | 게센누마       | 気仙沼      | 3.2            | 72.8           | 동일본 여객철도 오후나토 선                     | 게센누마시   | 게센누마시     |